# رابرت بنچلی
رابرت بنچلی (انگلیسی: Robert Benchley؛ ۱۵ سپتامبر ۱۸۸۹ – ۲۱ نوامبر ۱۹۴۵) بازیگر و نویسنده اهل ایالات متحده آمریکا بود. وی بین سال‌های ۱۹۲۸ تا ۱۹۴۵ میلادی فعالیت می‌کرد.
از فیلم‌ها یا برنامه‌های تلویزیونی که وی در آن نقش داشته است می‌توان به خبرنگار خارجی و دختر نجیب؟ اشاره کرد.